# Тарунин, Григорий Васильевич
Григорий Васильевич Тарунин (28 января 1922, Кадом, Тамбовская губерния — 1990) — советский хозяйственный, государственный и политический деятель.

## Биография
Родился в 1922 году в Кадоме. Член КПСС.
С 1941 года — на хозяйственной, общественной и политической работе. В 1941—1984 гг. — дежурный по станции Аягуз, диспетчер-ревизор по спецвывозкам, инженер Туркестано-Сибирской железной дороги, дежурный помощник начальника распорядительного отдела службы движения, старший диспетчер, заместитель начальника угольно-рудного отдела службы движения, начальник производственно-технического отдела станции Челябинск-Главный, начальник отдела движения, заместитель начальника, начальник Челябинского отделения дороги, первый заместитель начальника, начальник Южно-Уральской железной дороги.
Избирался депутатом Верховного Совета РСФСР 10-го созыва.
Умер в 1990 году.